# 玛格丽特·贝莱穆
玛格丽特·贝莱穆（英語：Margaret Belemu；1997年2月24日—），赞比亚女子足球运动员，司职右后卫，目前效力于上海胜利足球俱乐部和赞比亚国家女子足球队。她曾代表赞比亚参加2022年非洲女子国家杯和2023年国际足联女子世界杯等多场国际赛事。